# فرودگاه مارادی
فرودگاه مارادی (به انگلیسی: Maradi Airport) یک فرودگاه همگانی با کد یاتا MFQ است . این فرودگاه در کشور نیجر قرار دارد .